# État d'Ekiti
Cet article concerne l’État nigérien. Pour la zone de gouvernement locale, voir Ekiti.
Ekiti est un État yoruba du sud-ouest du Nigeria.

## Histoire
Ekiti a été créé le 1er octobre 1996 par une division de l'État d'Ondo.

## Géographie
L'État d'Ekititat est bordé au sud par l'État d'Ondo, à l'ouest par l'État d'Osun, au nord par l'État de Kwara et à l'est par l'État de Kogi.
Les principales villes, outre la capitale Ado Ekiti, sont : Ikere, Efon, Ikole, Aramoko-Ekiti, Ode et Oye-Ekiti.

## Divisions
L'État d'Ekiti est divisé en 16 zones de gouvernement local : 
Ado-Ekiti, Efon, Ekiti East, Ekiti South-West, Ekiti West, Emure, Gbonyin, Ido-Osi, Ijero, Ikere, Ikole, Ilejemeje, Irepodun-Ifelodun, Ise-Orun, Moba et Oye.

## Culture

### Langues
La langue parlée en Ekiti est un dialecte de la langue Yoruba.

## Galerie

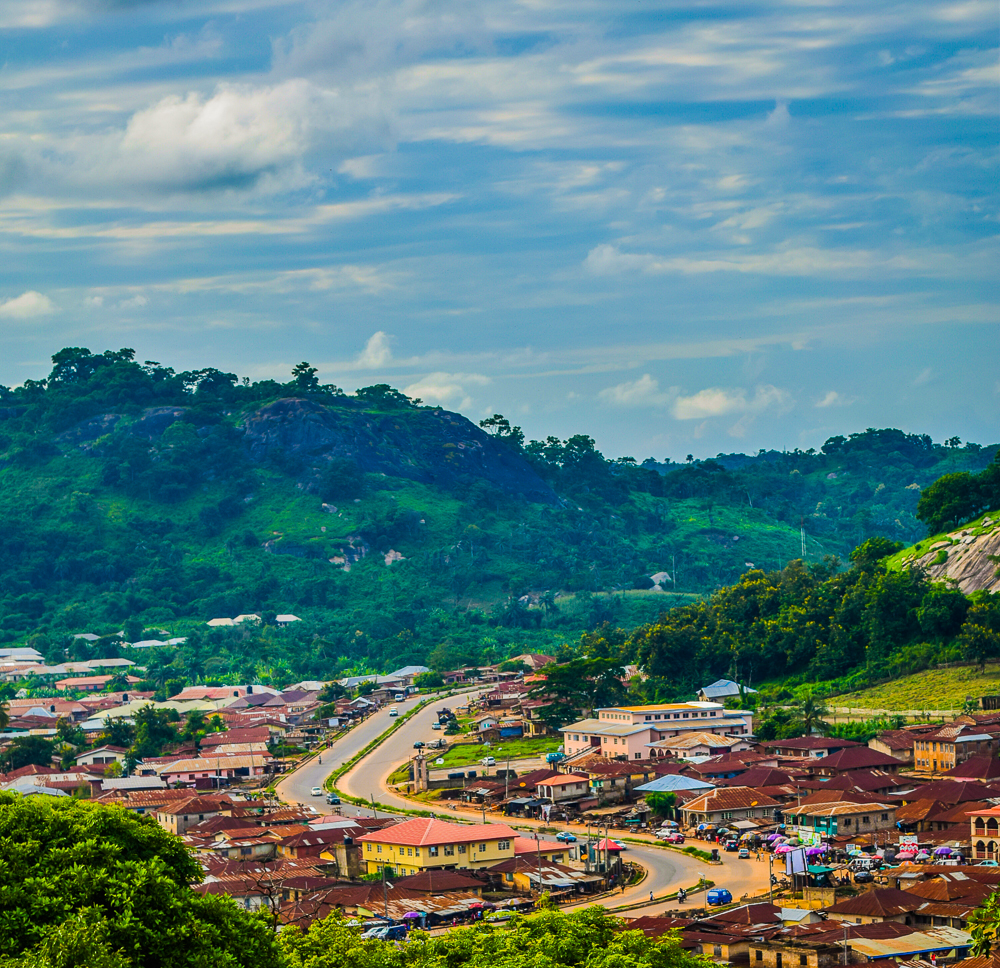
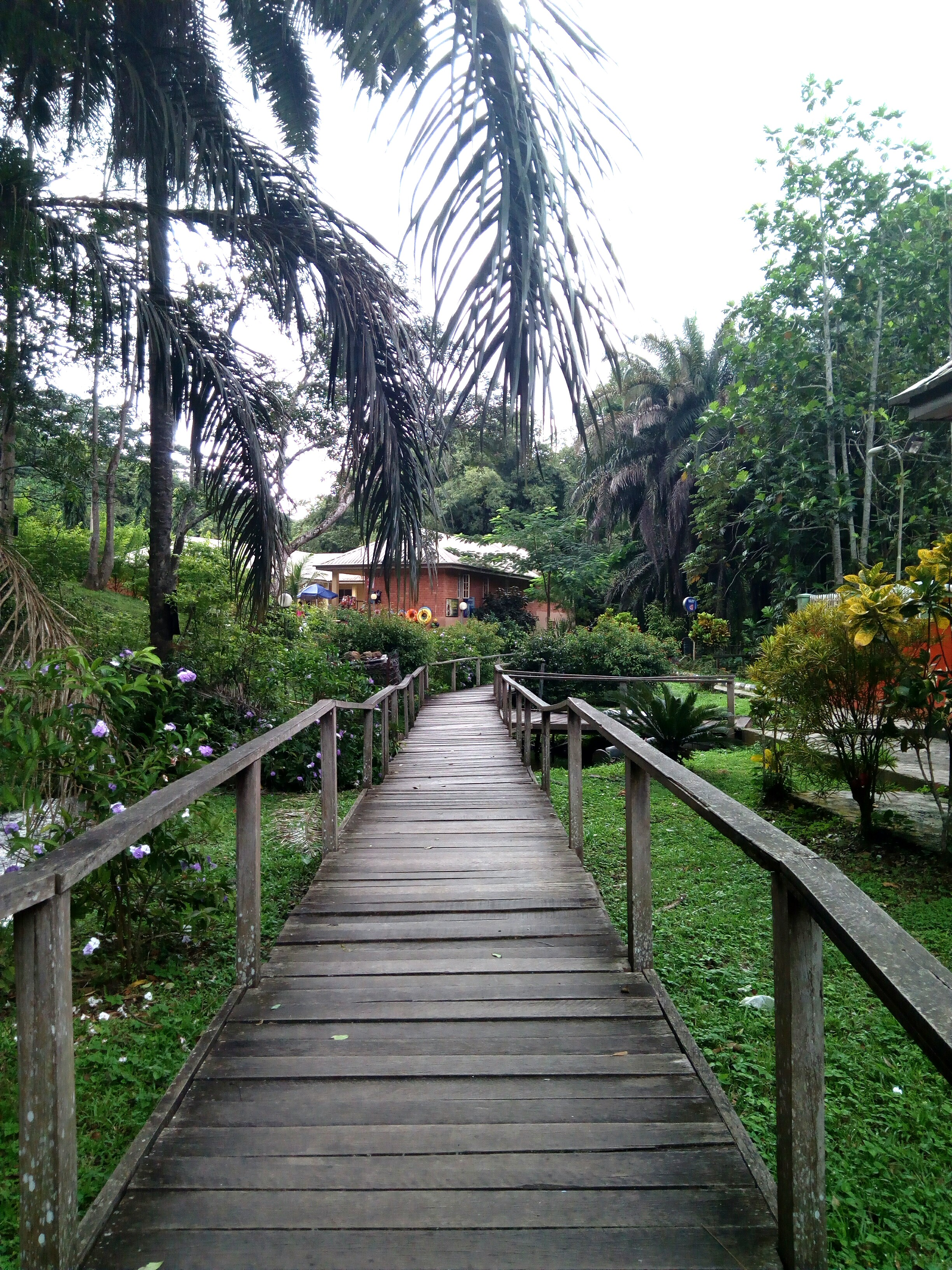
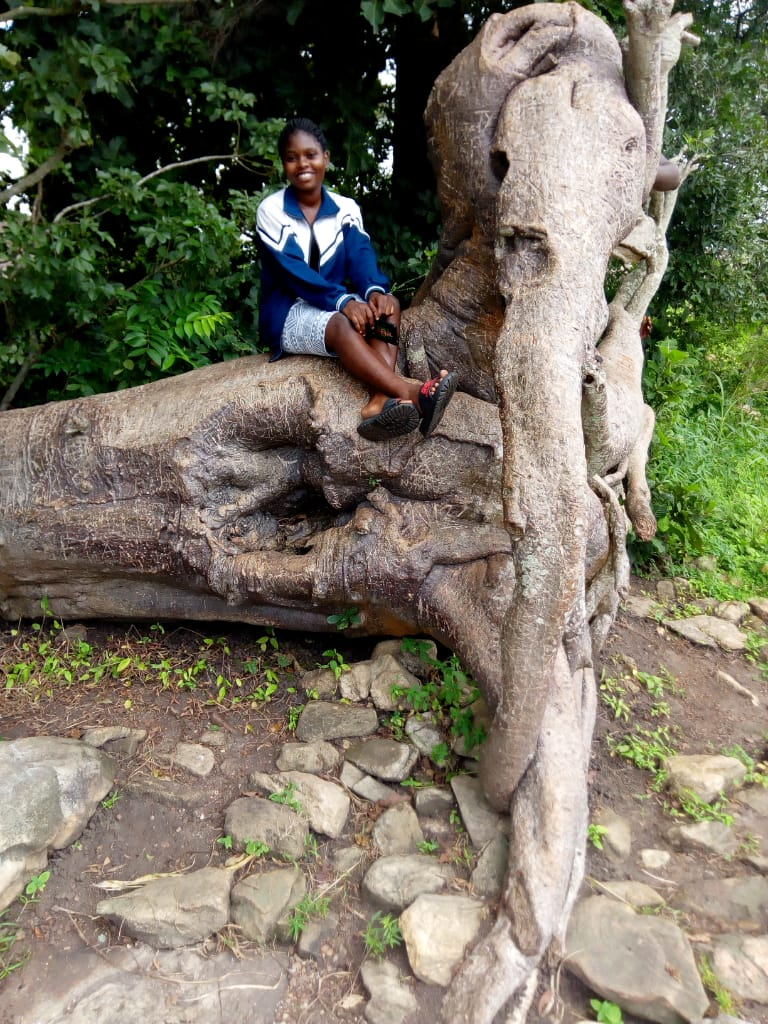
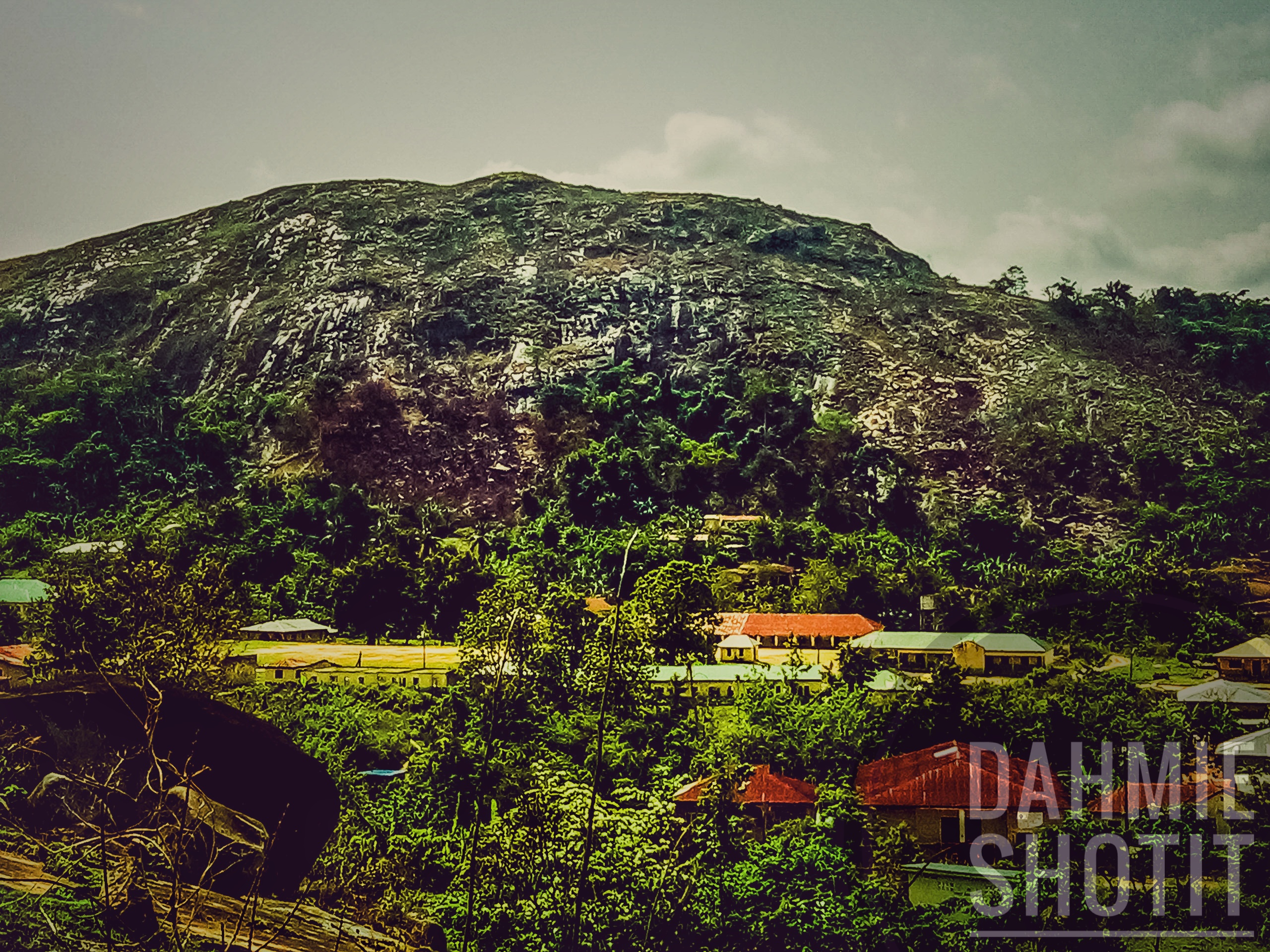
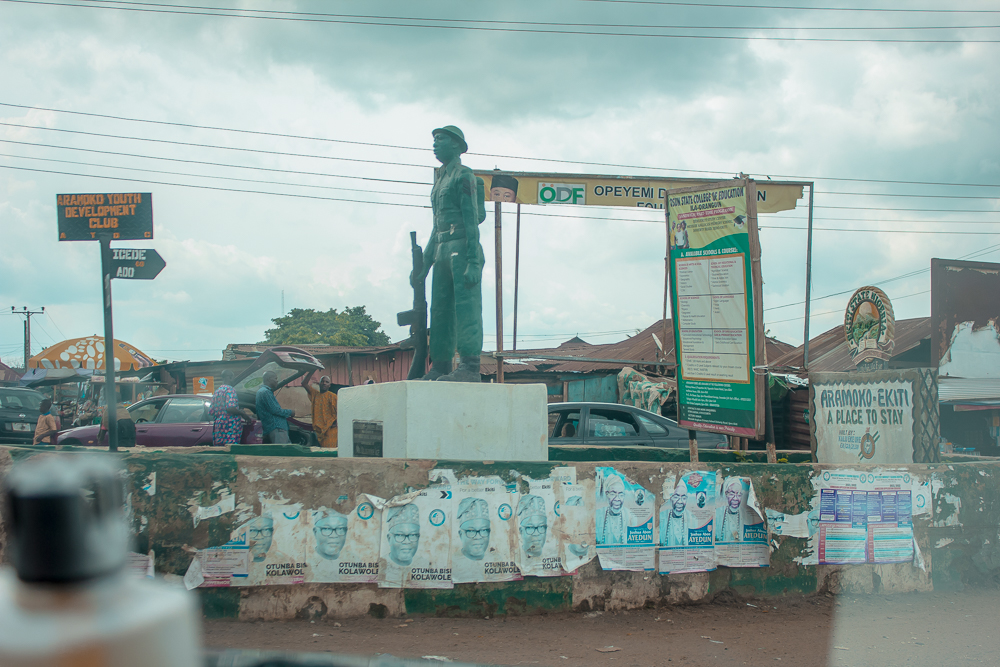
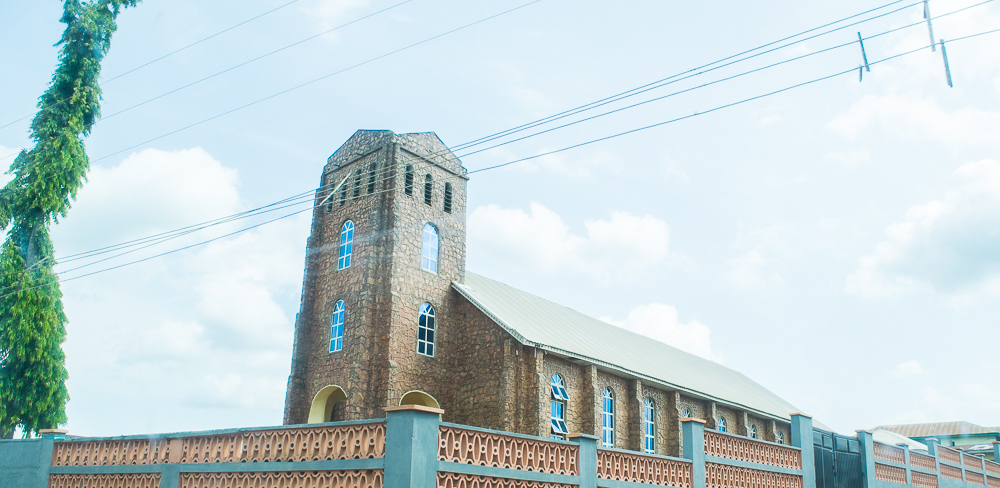
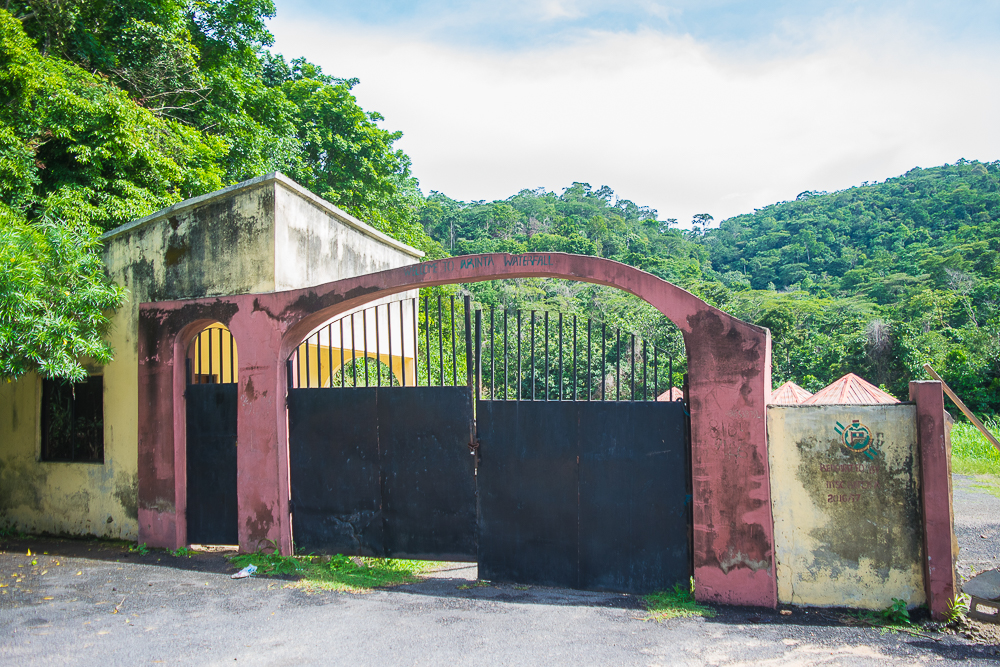
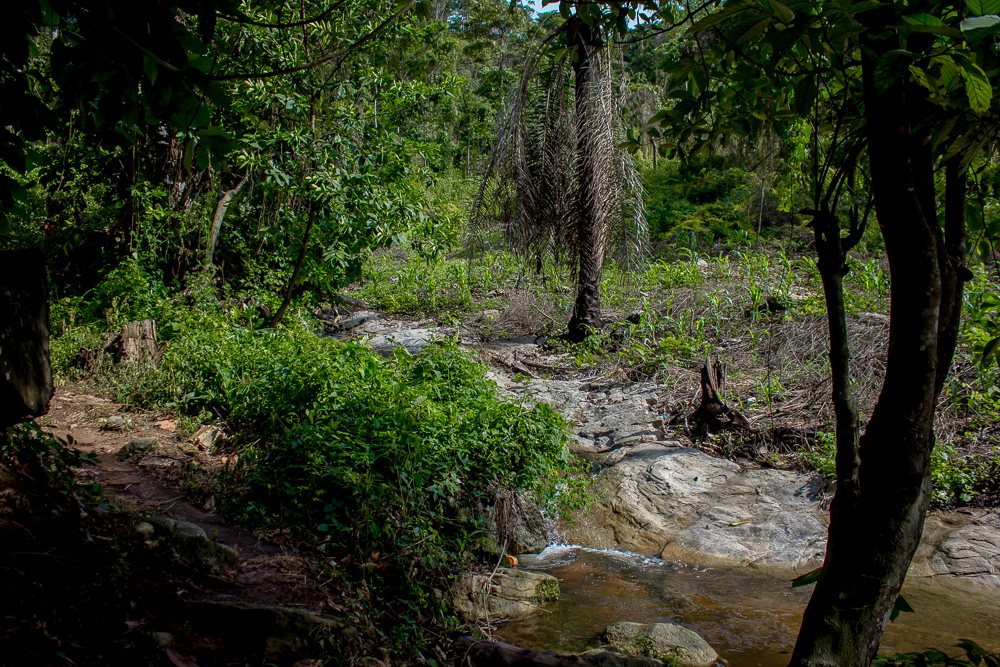
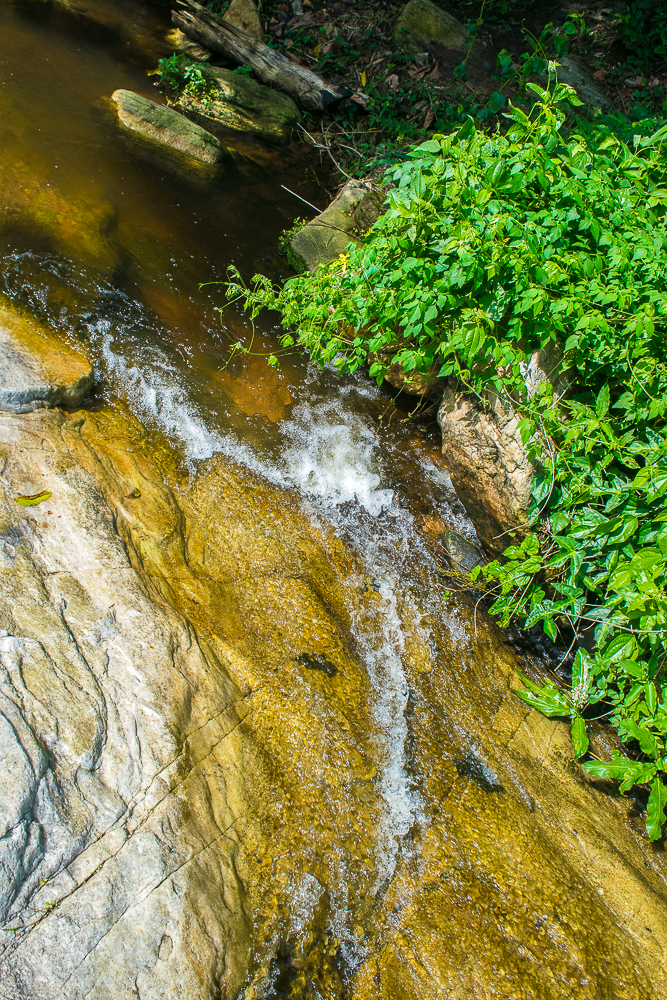
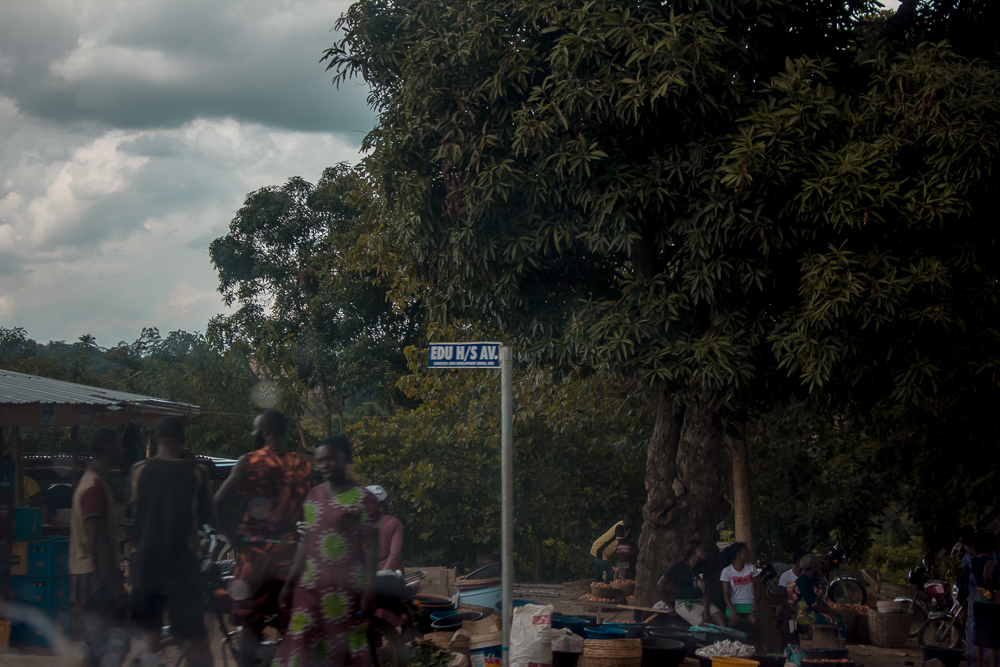
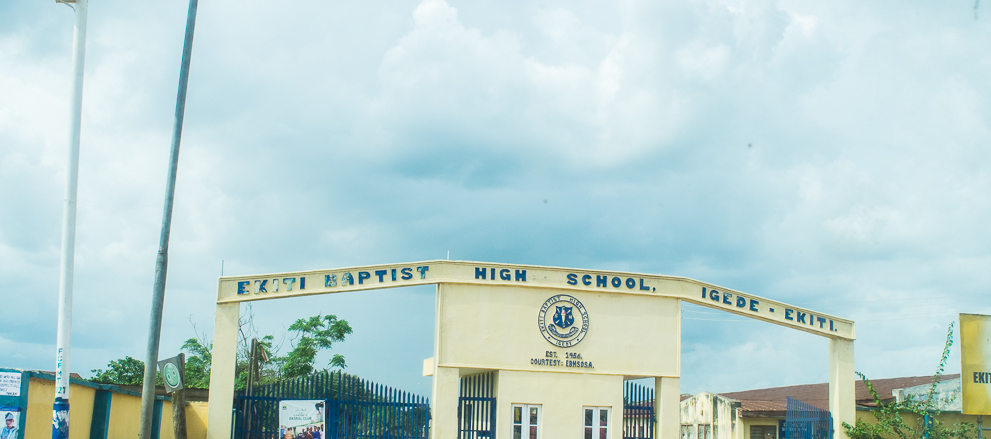